# Konkhra
Konkhra er et dansk dødsmetal/ekstremmetal-band dannet i Køge i 1989. Oprindeligt hed det Vicious Circle, men de skiftede navn til Konkhra i 1990.
Konkhras bagkatalog blander dødsmetal, groove metal og thrash metal. Navnet Konkhra er afledt af den udtalelse, som Tom Angelripper fra Sodom har, når han introducerer sangen "Conqueror" på albummet Mortal Way of Live fra 1988.

## Historie
1988/1989: Bandet blev dannet under navnet Vicious Circle.
1990: Deres første demo The Vicious Circle blev udgivet.
1991: Deres anden demo Malgrowth blev udgivet.
1992: Deres første officielle plade Stranded blev udgivet på Progress Records, begrænset til 3.000 eksemplarer.
1993: Det første fuldlængde album Sexual Affective Disorder blev udgivet på Progress Records.
1995: Albummet Spit or Swallow blev udgivet. Det blev indspillet i Sunlight Studio i Stockholm og produceret af Dismember-trommeslageren Fred Estby og Tomas Skogsberg. Denne plade gjorde Konkhra til det bedst sælgende band på Progress Records, og bandet havde et af deres karrierehøjdepunkter det år på Roskilde Festival for omkring 10.000 tilskuere. Koncerten blev udgivet på Live Eraser (1996), som var det første rigtige live-album med dødsmetal ifølge Lundemark. Bandet opnåede popularitet i Europa på det tidspunkt.
1997: Det næste album hed Weed Out the Weak og havde James Murphy (ex-Testament, Obituary) på guitar og Chris Kontos (ex-Machine Head, Testament, Exodus) på trommer. Albummet blev udgivet på Metal Blade til det amerikanske marked.
2003: Albummet Reality Check blev udgivet på det italienske label Code666.
2009: Nothing is Sacred havde James Murphy på guitar igen. Den blev udgivet på Konkhras eget label Chopshop Records.
2018: Albummet Weed Out the Weak blev genudgivet på Hammerheart Records.
2019: Albummet Alpha and the Omega blev udgivet på Hammerheart Records.
Konkhra har turneret med mange bands i Danmark, Sydafrika, USA, Europa og Israel, herunder Fear Factory, Brutal Truth, Suffocation, Meatlocker, Deicide, Immolation, Cannibal Corpse, Napalm Death, Behemoth, Volbeat, Batushka, Malevolent Creation, King Diamond og andre.

## Diskografi
| Studiealbummer - Sexual Affective Disorder (1993) - Spit or Swallow (1995) - Weed Out the Weak (1997) - Come Down Cold (1999) - Reality Check (2003) - Nothing Is Sacred (2009) - Alpha and the Omega (2019) - "Sad Plight of Lucifer" (2024) Live-albummer - Live Eraser (1996) Videoer - Homegrowth (1996) | EP'er - Stranded (1992) - The Facelift EP (1994) - The Freakshow EP (1999) Demoer - The Vicious Circle (1990) - Malgrowth (1991) |

## Medlemmer
Current
- Anders Lundemark – vokal, guitar (1989–nu)
- Martin R Patterson – bass (1991–1992, 2014–nu)
- Johnny Nielsen – trommer (1993–1996, 2002–2003, 2014–nu)
- Kim Mathiesen – guitar (1994–1996, 2002–2003, 2015–nu)

Tidligere
- Claus Vedel – vokal, guitar (1989–1994)
- Jon Clausen – trommer (1989–1992)
- Thomas "Gnist" Christensen – bass (1996–1999)
- Chris Kontos – trommer (1996–1997)
- Per Möller Jensen – trommer (1997–2000)
- James Murphy – guitar (1997-1999, 2009)
- Søren Hee Johansen - bass (1993)
- Lars Schmidt - bass (1993–1996, 1999–2009)
- Mads Lauridsen - trommer (2004–2010)
- Michael Skovbakke - guitar (2010–2015)